# Планета для техасців
«Планета для техасців» (англ. A Planet for Texans) — науково-фантастичний роман  американських письменників Г. Бім Пайпера та Джона Макгвайра, де розповідається про планету Новий Техас. Є своєрідним розмірковуванням, як міг би існувати Техас на землі окремо від США (в романі космічної Сонячної ліги). Написано 1957 року. Тоді ж видано в журналі «Фентестік Юніверс» під назвою «Планета Одинокої зірки». 1958 року вийшов книжний варіант під назвою «Планета для техасців» (штат Техас називають Штатом Одинокої зірки — за його прапор).

## Зміст
Події відбуваються у майбутньому — десь після 3000 року. Людина давно вже залишила межі Сонячної системи. відбувається колонізація інших світів. Після написання невдалої статті під псевдонімом Макіавеллі Молодший і опублікування її в престижному журналі, прочитаному дипломатами, Стівена Шілка виключено з президії (капітула) Сонячної ліги та відправлено у своєрідне заслання. Його призначено послом на одну з планет в системі Капелла — Капелла IV (інша назва — Новий Техас). Попереднього посла Сіласа Кумшоу було вбито. Сілку було поставлено за завдання переконати Капеллу IV приєднатися до Сонячної ліги, щоб флот останньої міг базуватися біля Нового техасу для протистояння загрозі з боку з'Срауфф (її мешканці зовнішньо нагадують великих собак).
На космічному кораблі Шілк прибуває до Нового Техасу, де його зустрічає секретар і охоронець Ходді Рінго. В посольстві він намагається зрозуміти суспільство і культури цієї планети, для цього вивчає книги з короткими звітами, які не дають багато інформації. Разом з тим йому повідомляють, що замість уніформи посла він повинен носити одяг з натуральної шкіри та 2 пістолети. При цьому сілка дивує звичка техасців додавати до всього «супер» (суперхудоба, супербурбон тощо). В подальшому зустрічає велику рогату худобу, що розмірами нагадує великих динозаврів. її нові техасці забивають за допомогою танків.
Місцеві мешканці запрошують Стівена Сілка до себе на велике барбекю. Тут йому розповідають про традиції Нового Техасу, зокрема про те, що вбивство політиків є частиною політичного процесу. Втім вбивця повинен довести, що конкретний політику заслуговує на вбивство. Загалом життя на планеті нагадує часи Дикого Заходу XIX ст. на Землі, коли головним була зброя, а більш значні питання вирішували шеріфи та судді. Під час барбекю Стівен Сілк зустрічає посла планети з'Срауфф — Гглафрр Ддештттан Вувуву. По поверненню до посольства Сілк дізнається, що справу вбивць (братів Бонні) колишнього посла Кумшоу будуть розглядати через 3 дні.
Сілк на суді намагається виправдати братів Бонні, доводячи, що вони є найманими вбивцями планети з'Срауфф. Тому їх не можна розглядати як вбивць політика, оскільки Кумшоу не був таким в розумінні законів Нового Техасу. Зрештою Бонні виправдано, але після їх звільнення Сілк особисто вбиває братів Бонні. Цим заслуговує повагу нових техасців.
Водночас укладено договір між Сонячною лігою та Новим Техасом. Після цього флот з'Срауфф прибуває до планети Капелла IV, але його знищено флотом Сонячної ліги. за цим Стівен сілк подає у відставку, одружується на місцевій дівчині та залишається на планеті, вважаючи життя тут простіше та зрозуміліше ніж на Землі.

## Нагороди
- Премія «Прометей» 1999 року в категорії «Зала слави».